# Casa Colomer
|  | Per a altres significats, vegeu «Can Colomer (Esponellà)». |

La Casa Colomer és un bloc de pisos a l'Eixample de Girona. Aquesta casa va ser edificada per a Joaquim Colomer. Els plànols de la reforma i ampliació de l'edifici daten del 4 d'abril de 1927 i foren aprovats el dia 12 del mateix mes.

És un edifici entre mitgeres de planta i tres pisos. Es caracteritza per les nombroses formes rectangulars que en les parts més laterals les obertures dels finestrals accentuen la verticalitat del conjunt. Tanmateix els relleus centrals més horitzontals que verticals en mitiguen l'efecte. A la porta d'entrada es poden veure de baix a dalt les inicials del propietari, el colom (una altra referència al cognom) de forja a l'òcul inferior, la data de finalització de l'obra, tres relleus de terra cuita amb putti dels oficis -dissenyats per l'escultor Jaume Busquets i realitzats a l'obrador Marcó de Quart- i l'òcul superior. Els rètols de les portes laterals, amb el nom i cognom del propietari, també van ser dissenyats per Masó i fets a la fàbrica de ceràmica La Gabarra de la Bisbal.